# Saropogon celaenopterus
Saropogon celaenopterus är en tvåvingeart som beskrevs av Emile Janssens 1968. Saropogon celaenopterus ingår i släktet Saropogon och familjen rovflugor. Inga underarter finns listade i Catalogue of Life.